# Busan Ilbo
Busan Ilbo (en hangul, 부산일보; en hanja, 釜山日報; romanización revisada, Busan Ilbo) es un periódico en idioma coreano publicado en la ciudad surcoreana de Busan.